# Viking Palm
Viking Palm (* 13. Oktober 1923 in Östra Broby, Skane; † 15. Januar 2009) war ein schwedischer Ringer.

## Werdegang
Viking Palm wuchs in Broby in Schweden auf. Mit 17 Jahren begann er mit dem Ringen und startete für „Östra“ Broby. Später wechselte er zum Brottning Klub (BK) Eslöv. Viking war ein Spätstarter, denn es dauerte bis zu seinem 25. Lebensjahr, bis er in die schwedische Spitzenklasse hineingewachsen war. 1949 wurde er erstmals schwedischer Meister im Freistilringen, dem Stil, den er bevorzugte. Im gleichen Jahr wurde er auch in die schwedische Nationalmannschaft der Ringer aufgenommen. Die Trainer Robert Oksa und Rudolf Svedberg führten ihn dann relativ schnell in die Weltelite. Bei den Olympischen Spielen 1952 in Helsinki schlug er im Halbschwergewicht die gesamte versammelte Weltelite und wurde Olympiasieger. Wie ein roter Faden ziehen sich durch die Karriere Palms die Schwierigkeiten, die er mit türkischen Ringern hatte. Adil Candemir, Yaşar Doğu, Adil Atan und Ismet Atli besiegten ihn bei wichtigen internationalen Meisterschaften jener Zeit. Nur 1952 gewann er gegen Adil Atan.
Viking Palm war Feuerwehrmann, wirkte nach seiner Zeit als aktiver Ringer aber auch als Trainer und war u. a. in Neuseeland und im Iran tätig.

## Internationale Erfolge
(OS = Olympische Spiele, WM = Weltmeisterschaft, EM = Europameisterschaft, F = Freistil, GR = griech.-röm. Stil, Hs = Halbschwergewicht, S = Schwergewicht, damals bis bzw. über 87 kg Körpergewicht)
- 1949, 2. Platz, EM in Istanbul, F, Hs, mit einem Sieg über Nasir Javid, Iran und einer Niederlage gegen Adil Candemir, Türkei;
- 1951, 2. Platz, WM in Helsinki, F, Hs, mit Siegen über Abbas Zandi, Iran und Max Leichter, Deutschland und einer Niederlage gegen Yaşar Doğu, Türkei;
- 1952, Goldmedaille, OS in Helsinki, F, Hs, mit Siegen über Rodolfo Padron, Venezuela, Kevin Coote, Australien, Abbas Zandi, Henry Wittenberg, USA, August Englas, UdSSR und Adil Atan, Türkei;
- 1954, 3. Platz, WM in Tokio, F, Hs, mit Siegen über Gholam Reza Takhti, Iran, Dale Thomas, USA, N. Ito, Japan und Niederlagen gegen Adil Atan und August Englas;
- 1956, 7. Platz, OS in Melbourne, F, Hs, mit Sieg über Peter Blair, USA und Niederlagen gegen Adil Atan und Boris Kulajew, UdSSR;
- 1960, 4. Platz, OS in Rom, F, Hs, mit Siegen über György Gurics, Ungarn, Dieter Rauchbach, DDR, Sajan Singh, Indien, Antonio Marcucci, Italien, einem Unentschieden gegen Anatoli Albul, UdSSR und einer Niederlage gegen Ismet Atli, Türkei

## Wichtigste Länderkämpfe
- 1953, Schweden – Türkei, F, Hs, Schultersieger über Haydar Zafer, Türkei,
- 1954, Schweden – UdSSR, F, Hs, Punktsieger über Boris Kulajew,
- 1954, Schweden – UdSSR, F, Hs, Punktniederlage gegen Otto Kandelaki,
- 1954, Schweden – Finnland, GR, Hs, Punktniederlage gegen Kelpo Gröndahl,
- 1954, Schweden – Finnland, Schultersieg über Wacklin,
- 1955, UdSSR – Schweden, F, Hs, Punktniederlage gegen Arkadi Tkatschow,
- 1955, UdSSR – Schweden, F, Hs, Schultersieg über Vanin,
- 1955, Schweden – Türkei, F, S, Punktniederlage gegen Hamit Kaplan

## Schwedische Meisterschaften
Viking Palm wurde insgesamt zehnmal schwedischer Meister im Halbschwergewicht, neunmal im freien Stil und einmal im griech.-röm. Stil.